# Tony Kakko
Toni Kristian "Tony" Kakko (Kemi, 16 de maio de 1975) é um cantor, músico e compositor finlandês, mais conhecido por ser o vocalista, compositor principal e líder creativo dos Sonata Arctica, desde 1996. 

## Biografia
Tony nasceu em Kemi, na Finlândia e é membro dos Sonata Arctica desde 1996.
Estudou piano durante dois anos e cantou, informalmente, em vários festivais locais.
Em 1996, juntou-se à banda de metal Sonata Arctica, como vocalista e teclista, mas, após o lançamento do 1º álbum, Ecliptica, concentrou-se apenas como cantor deixando o teclado com Mikko Härkin. 

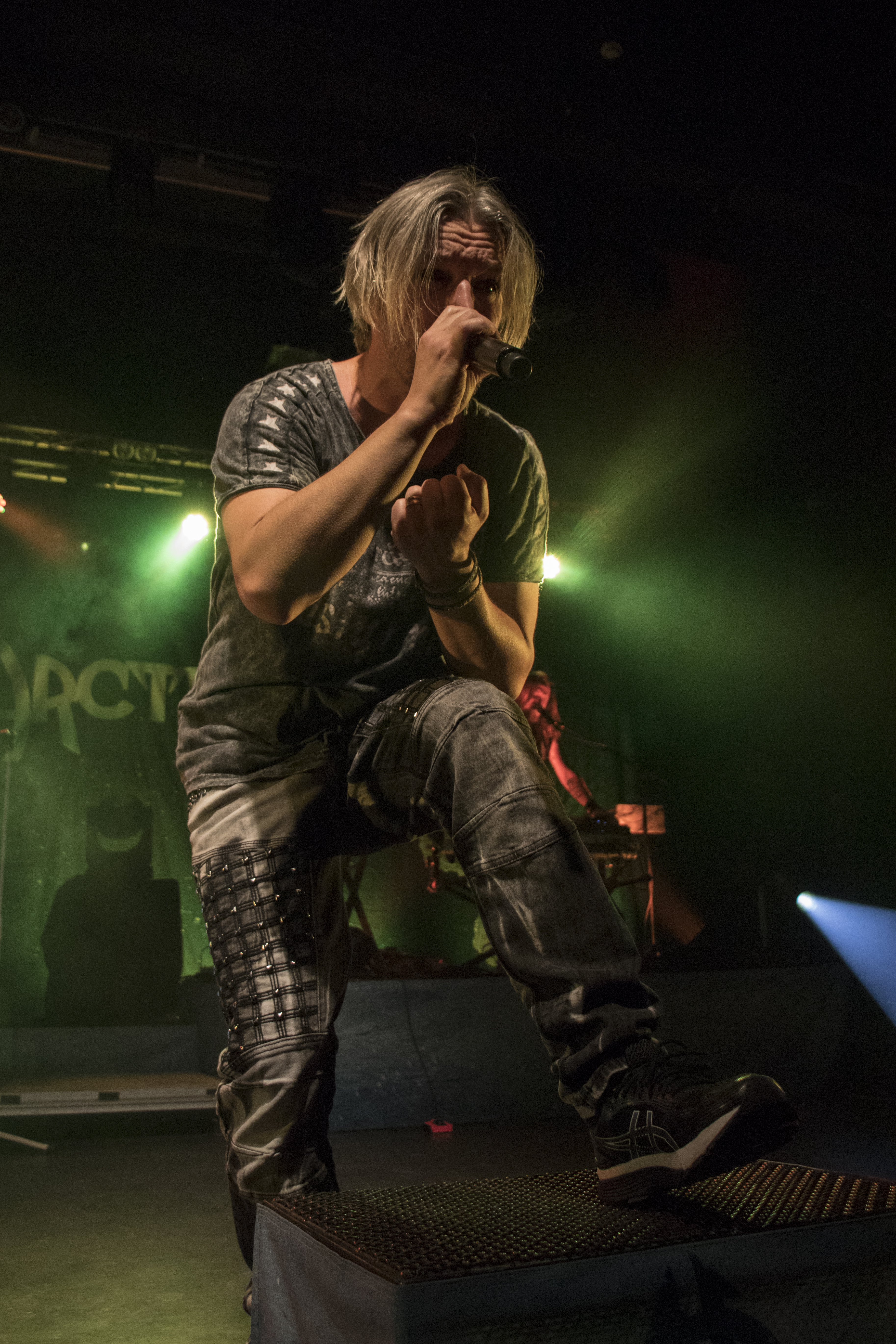
Tony no The Circus, em Helsínquia (Finlanda), a 7 de Novembro de 2019

Entre as suas maiores influências estão bandas como os Queen, Stratovarius, Children of Bodom e Nightwish e a estação do ano do Inverno, que é extremamente rigoroso em Kemi, situada na Lapónia.
Tony também tem participado, como cantor, em bandas como os Nightwish, onde fez duetos com Tarja Turunen, Epica, Avalon ou Hevisaurus.
Um dos seus projetos mais interessantes foi com a super-banda Northern Kings, onde juntamente com Juha-Pekka Leppäluoto (Charon), Marko Hietala (Tarot, Nightwish) e Jarkko Ahola (Teräsbetoni), cantou covers de temas clássicos, em inglês e finlandês.
Em dezembro de 2018, foi agraciado com o título de Cavaleiro da Ordem do Leão da Finlândia.

Em 2019, durante uma entrevista à Duke TV, Tony revelou que o seu primogénito nasceu, aproximadamente, na altura do lançamento do single I have the right, em 2012. 

## Estilo vocal
A sua voz é limpa e geralmente aguda. O seu registo vocal é de barítono alto a tenor spinto, com uma extensão de 4 oitavas (C2-A5), tornando-o reconhecido pela sua versatilidade vocal.

## Discografia

### Sonata Arctica
Demos
- Friend 'till the End (1996)
- Agre Pamppers (1996)
- PeaceMaker (1996)
- FullMoon (1999)

Álbuns de estúdio
- Ecliptica (1999)
- Silence (2001)
- Winterheart's Guild (2003)
- Reckoning Night (2004)
- Unia (2007)
- The Days of Grays (2009)
- Stones Grow Her Name (2012)
- Pariah's Child (2014)
- The Ninth Hour (2016)
- Talviyö (2019)
- Acoustic Adventures - Volume One (2022)

EP
- Successor (2000)
- Orientation (2001)
- Takatalvi (2003)
- Don't Say a Word (2004)

Álbuns ao vivo
- Songs of Silence – Live in Tokyo (2002)
- For the Sake of Revenge (2006)
- Live in Finland (2011)

Coletâneas
- The End of This Chapter  (2005)
- The Collection (2006)

### Northern Kings
- Reborn – 2007
- Rethroned – 2008

### Participações
- Nightwish – Over the Hills and Far Away – 2001
- Nightwish – From Wishes to Eternity (DVD) – 2001
- Heavenly – Virus – 2006
- Eternal Tears of Sorrow – Before the Bleeding Sun – 2006
- Nuclear Blast All-Stars: Into the Light – 2007
- Apocalyptica – Live Vocalist (Finland and Japan) – 2008, 2009
- Elias Viljanen – Fire-Hearted – 2009
- Stratovarius – Polaris – 2009
- Epica – Design Your Universe – 2009
- Van Canto – "Hearted", em Tribe of Force – 2010
- Powerglove – Saturday Morning Apocalypse – 2010
- Avalon – "We Will Find a Way", em The Land of New Hope – 2013
- Tuomas Holopainen – Music Inspired by the Life and Times of Scrooge – 2014
- Dark Sarah – "Light in You" em Behind The Black Veil – 2015
- Hevisaurus – "100" – 2019
- Lordi – "Rollercoaster" em Lordiversity – 2021